# Алипов, Александр Васильевич
Александр Васильевич Алипов (род. 25 мая 1948, Дальний, Ta-lien) — советский и российский стрелок и тренер высшей категории по трапу. Чемпион мира 1973 года в командном зачёте. Трёхкратный чемпион Европы (1966, 1970). Участник трёх Олимпиад (1968, 1972, 1976). Двукратный чемпион СССР (1975, 1979). Мастер спорта СССР международного класса. Заслуженный мастер спорта России (2008). Заслуженный тренер России (2011).

## Биография
В юности начал заниматься стрельбой. Помимо множества побед на различных соревнованиях, неоднократно становился призёром чемпионатов мира и Европы по стендовой стрельбе. 
В 1966 году занял второе место в упражнении "с места" в соревнованиях на Кубок СССР по спортивно-охотничьему спорту (192 мишени из 200).
В 1967 году на проходивших в Москве лично-командных соревнованиях по спортивно-охотничьему спорту, посвящённых 50-летию СССР занял третье место при стрельбе с места по 300 мишеням (283 из 300 мишеней).
В 1968 году на своей первой Олимпиаде в Мехико Алипов занял седьмое место. В дальнейшем на Олимпиадах 1972 и 1976 годов был тринадцатым и четырнадцатым соответственно.
В 1975 году на Спартакиаде народов СССР стал рекордсменом СССР, на траншейном стенде поразив 199 из 200 мишеней, на одну мишень превысив мировой рекорд, принадлежавший итальянскому стрелку Э. Маттарелли.
После окончания карьеры спортсмена начал работать тренером. В настоящее время — тренер по стендовой стрельбе в спортивной школе олимпийского резерва «Москвич».
Наиболее известным его воспитанником является Алексей Алипов — олимпийский чемпион 2004 года, бронзовый призёр Олимпийских игр 2008 года, чемпион Европейских игр 2015 года.

## Личные результаты
| Год  | Соревнования     | Место проведения    | Дисциплина     | Место | Результат |
| ---- | ---------------- | ------------------- | -------------- | ----- | --------- |
| 1966 | Чемпионат мира   | Висбаден, ФРГ       | трап (команда) | 3     | 757       |
| 1967 | Чемпионат мира   | Пистойя, Италия     | трап (команда) | 3     | 716       |
| 1968 | Олимпийские игры | Мехико, Мексика     | трап           | 7     | 195       |
| 1972 | Олимпийские игры | Мюнхен, ФРГ         | трап           | 13    | 190       |
| 1973 | Чемпионат мира   | Мельбурн, Австралия | трап (команда) | 1     | 575       |
| 1975 | Чемпионат мира   | Мюнхен, ФРГ         | трап           | 2     | 193       |
| 1976 | Олимпийские игры | Монреаль, Канада    | трап           | 14    | 180       |

## Награды и звания
- Почётное звание «Заслуженный мастер спорта России» (2008).
- Почётное звание «Заслуженный тренер России» (2011)[8].
- Медаль ордена «За заслуги перед Отечеством» II степени (2011)[9][10].